# Ramten
Ramten er en by på Djursland med 224 indbyggere  (2024), beliggende 19 km nordøst for Ryomgård, 39 km øst for Randers, 34 km nord for Ebeltoft og 19 km vest for kommunesædet Grenaa. Byen hører til Norddjurs Kommune og ligger i Region Midtjylland.
Ramten hører til Ørum Sogn. Ørum Kirke ligger i Ørum Djurs 4 km øst for Ramten.

## Ramten-søerne
Nordvest for Ramten ligger Ramten Sø på 29 ha. Nord for den ligger Dystrup Sø på 26 ha. De to lavvandede søer med en gennemsnitsdybde på godt 1 m har oprindeligt været én sø, men de er nu forbundet med en kanal. Efter et landvindingsprojekt var søerne næsten udtørrede omkring 1920, men nu har de stort set deres oprindelige omfang igen.
½ km nord for byen ligger Huldremosen, der som følge af tørvegravning nu også er en sø med et par øer. I 1879 stødte en tørvegraver på
Huldremosekvinden, et velbevaret lig fra omkring år 100 e.Kr.

## Faciliteter
Idrætsklubben Kvik har fodboldbane og klubhus i byen og benytter Aktiv Center i Ørum.

## Historie
Ramten fik skole i 1846. I 1882 fik byen Djurslands første afholdsforening, hvis medlemmer opførte et missionshus i 1896.
I 1901 beskrives Ramten således: "Ramten (1203: Ramptun, 1404: Ramptæn) med Skole, Missionshus, Mølle og Teglværk". Missionsfolkene havde indflydelse på brugsforeningen, der startede i 1906 og kun ansatte personale, der var troende.

### Stationsbyen
Ramten fik jernbanestation på Gjerrildbanen, der blev åbnet fra Ryomgård til Gjerrild i 1911, forlænget fra Gjerrild til Grenaa i 1917 og nedlagt i 1956. Stationen havde 105 m krydsnings-/læssespor med svinefold. Under 1. verdenskrig var der meget transport af brændsel fra Ramten Skov og tørv fra mosen. Så der måtte anlægges et ekstra sidespor til de mange godsvogne.
Ved banens åbning havde Ramten ca. 125 indbyggere, midt i 1940'erne ca. det dobbelte. Byen fik to købmandsforretninger, bageri, karetmager og i 1912 cykelforretning. I 1913 blev der opført afholdshotel ved stationen, hvor husmandsforeningen holdt månedlig auktion over kreaturer og svin. Fra 1917 kunne dyrene sendes til slagteriet i Grenaa med Gjerrildbanen.
Stationsbygningen er bevaret på Vesterled 1, stærkt moderniseret. Fra Mogenstrupvej sydvest for byen til Djurs Hytteby & Camping nord for Nimtofte går en grusbelagt sti på banens tracé. Den er en del af "Gjerrildstien".

### Ramten Kasseskæreri
Karetmageren oprettede i 1924 et mindre savværk, som i 1945 begyndte at fremstille fiskekasser til fiskerne i Fjellerup, Bønnerup Strand og Grenaa samt trækasser til gartnerier. Ramten Kasseskæreri producerede op mod 50.000 kasser om året, så en ny bygning til savværket blev opført i 1950. Navnet Savværksvej minder om de to virksomheder, der havde tilsammen 10 ansatte.